# Річард Сірс
Річард (Дік) Сірс (англ. Richard Dudley "Dick" Sears, 16 жовтня 1861, Бостон  — 8 квітня 1943, там само)  — американський тенісист, один з піонерів цієї гри в США. Переможець першого Відкритого чемпіонату США з тенісу в одиночному розряді 1881 року.

## Біографія
Річард Сірс народився в одній з найбагатших родин Бостона. Його старший брат Фред і двоюрідний брат Джеймс Двайт були одними з перших гравців в теніс в США в середині 1870-х, а перший тенісний корт на території США знаходився у Лонгвудському крикетного клубу належав його дідові.
1880 року Сірс і Двайт взяли участь у першому національному чемпіонаті з тенісу організованому Лонг-Айлендським клубом крикету та бейсболу. Сірс перемагав на Відкритому чемпіонаті США в одиночному розряді сім разів поспіль у 1881 — 1887 рр.. (рекорд за кількістю перемог підряд на одному турнірі побив Рафаель Надаль, вигравши у 2012 році Мастерс Монте-Карло увосьме поспіль, а рекорд для US Open не побитий досі) та шість разів поспіль  — у парному розряді в  1882 — 1887 рр., п'ять із них в парі з Двайтом. У 1884 році Сірс і Двайт здійснили подорож в Англію, і взяли участь у Вімблдонському турнірі. В одиночному розряді обидва програли на ранніх етапах, але в парному турнірі вони дійшли до півфіналу, у якому поступилися найсильнішим гравцям того часу  — братам-близнюкам Вільяму та Ернесту Реншоу. 1888 року Сірс був змушений залишити теніс через травму.
Гра Сірса відрізнялася атакуючим стилем, виходами до сітки та ударами зльоту.
Після завершення виступів у лаун-тенісі виграв чемпіонат США зі справжнього тенісу 1892 року. Був президентом Асоціації тенісу Сполучених Штатів у 1887 — 1888 рр..
1891 року одружився з Елеонорою М. Кохрейн, мав двох дітей  — сина Річарда-молодшого та доньку Міріам. Помер у 1843 році в Бостоні.
У 1955 році його було включено у Міжнародну тенісну залу слави.

## Фінали турнірів Великого шолома

### Одиночний розряд
| Рік  | Турнір                 | Суперник у фіналі    | Рахунок у фіналі   |
| 1881 | U.S. Championships     | Вільям Ґлін          | 6–0, 6–3, 6–2      |
| 1882 | U.S. Championships (2) | Кларенс Кларк        | 6–1, 6–4, 6–0      |
| 1883 | U.S. Championships (3) | Джеймс Двайт         | 6–2, 6–0, 9–7      |
| 1884 | U.S. Championships (4) | Говард Тейлор        | 6–0, 1–6, 6–0, 6–2 |
| 1885 | U.S. Championships (5) | Ґодфрі Брінлі        | 6–3, 4–6, 6–0, 6–3 |
| 1886 | U.S. Championships (6) | Р. Лівінгстон Бікман | 4–6, 6–1, 6–3, 6–4 |
| 1887 | U.S. Championships (7) | Генрі Слоукам        | 6–1, 6–3, 6–2      |

### Парний розряд
| Рік  | Турнір             | Партнер      | Суперник у фіналі                     | Рахунок у фіналі        |
| 1882 | U.S. Championships | Джеймс Двайт | Кроуфорд Найтінгейл Дж.М.Сміт         | 6–2, 6–4, 6–4           |
| 1883 | U.S. Championships | Джеймс Двайт | Александер Ван Ренселер Артур Ньюболд | 6–0, 6–2, 6–2           |
| 1884 | U.S. Championships | Джеймс Двайт | Александер Ван Ренселер В.В.Р.Беррі   | 6–4, 6–1, 8–10, 6–4     |
| 1885 | U.S. Championships | Джозеф Кларк | Генрі Слоукам Волліс Напп             | 6–3, 6–0, 6–2           |
| 1886 | U.S. Championships | Джеймс Двайт | Говард Тейлор Ґодфрі Брінлі           | 6–3, 6–0, 6–2           |
| 1887 | U.S. Championships | Джеймс Двайт | Говард Тейлор Генрі Слоукам           | 6–4, 3–6, 2–6, 6–3, 6–3 |